# 비알에프 (기업)
주식회사 비알에프, BRF Co., Ltd..(기업)는 대한민국의 플랫폼 기업이다.